# Quitupan
Quitupan är en kommun i Mexiko.   Den ligger i delstaten Jalisco, i den centrala delen av landet, 400 km väster om huvudstaden Mexico City. Antalet invånare är 8 491. Arean är 616 kvadratkilometer.
Terrängen i Quitupan är kuperad åt nordost, men åt sydväst är den bergig.
Följande samhällen finns i Quitupan:
- Benito Juárez
- La Joya
- Soromuta
- Llano Largo